# 矢板中央高等学校
矢板中央高等学校（やいたちゅうおうこうとうがっこう）は、栃木県矢板市扇町二丁目に所在する私立の高等学校。

## 特色
- 栃木県北地区の男女共学の私立高校。
- スポーツ科があり部活動が盛んで、特にサッカー部は県内屈指の強豪校である。
- 第88回全国高等学校サッカー選手権大会では、栃木県勢24年ぶりの全国4強入りを果たし、以後複数回好成績を収めている。
- いちご一会とちぎ国体のレガシーとして2023年4月に、手塚貴子を監督として女子サッカー部を創設[1]。

## 設置学科
- 普通科（特進・普通・情報）
- スポーツ科

## 沿革
- 1957年（昭和32年） - 矢板高等女子学院設立認可
- 1964年（昭和39年） - 矢板女子高等学校設立認可
- 1970年（昭和45年） - 普通科の男女共学化により矢板中央高等学校と改称
- 1981年（昭和56年） - 体育科設置認可

## 活動履歴
サッカー部
現在、元帝京高校監督の古沼貞雄がアドバイザーを務めている。
- 全国高等学校サッカー選手権大会　9回出場
  - 第88回全国高等学校サッカー選手権大会 全国3位
  - 第90回全国高等学校サッカー選手権大会 ベスト8
  - 第96回全国高等学校サッカー選手権大会 全国3位
  - 第97回全国高等学校サッカー選手権大会 ベスト8
  - 第98回全国高等学校サッカー選手権大会 全国3位
  - 第99回全国高等学校サッカー選手権大会 全国3位

- 全国高校総体 8回出場
  - 2010年度全国高校総体 ベスト16
  - 2014年度全国高校総体 ベスト16

- 第4回全日本ユース（U-18）フットサル大会 全国優勝
- 高円宮杯 JFA U-18サッカープリンスリーグ2018関東 優勝

野球部
- 関東大会出場
  - 春季：2001年度、2014年度
  - 秋季：2007年度、2008年度、2009年度

体操部
- 2010年度　全国高校総体出場

ソフトテニス部
- 全日本高等学校選抜ソフトテニス大会 3回出場
- 2010年度 全国高校総体 女子団体の部 出場

女子剣道部
- 2011年度 全国高等学校剣道選抜大会 出場
- 2014年度 全国高校総体 女子団体の部 出場

バスケットボール部
- 全国高校総体 1回出場（2018年度）

ソフトボール部
- 全国高校総体 2回出場（1969年度、2021年度）
- 全国高等学校ソフトボール選抜大会 2回出場（2019年度、2020年度）
- 東日本高等学校女子ソフトボール大会 5回出場（2011年度、2012年度、2014年度、2017年度、2018年度）
- 関東高等学校女子ソフトボール大会 2回出場（2015年度、2019年度）

## 著名な出身者
- 松平純子（女優）
- 金澤岳（元プロ野球選手・千葉ロッテマリーンズ一軍バッテリーコーチ）
- 入江利和（元プロサッカー選手・栃木SC）
- 富山貴光（プロサッカー選手・早稲田大学・大宮アルディージャ）
- 湯澤洋介（プロサッカー選手・駒澤大学・サガン鳥栖）
- 須藤貴郁（元プロサッカー選手・平成国際大学・ヴァンラーレ八戸）
- 三浦拓（フットサル選手・日本体育大学・湘南ベルマーレフットサルクラブ）
- 山越康平（プロサッカー選手・明治大学・大宮アルディージャ）
- 星キョーワァン（プロサッカー選手・駒澤大学・ブラウブリッツ秋田）
- 人見拓哉（プロサッカー選手・立正大学・AC長野パルセイロ）
- 川上優樹（プロサッカー選手・明治大学・ザスパクサツ群馬）
- 坪川潤之（プロサッカー選手・東洋大学・AC長野パルセイロ）
- 稲見哲行（プロサッカー選手・明治大学・東京ヴェルディ1969）
- 松井蓮之（プロサッカー選手・法政大学・川崎フロンターレ）
- 森本ヒマン（プロサッカー選手・駒澤大学・カマタマーレ讃岐）
- 伊藤恵亮（プロサッカー選手・東洋大学・SC相模原）
- 白井陽貴（プロサッカー選手・法政大学・V・ファーレン長崎）
- 大塚尋人（サッカー選手・フットサル選手・法政大学・ミネベアミツミFC）
- 秋元哲（ボートレーサー）
- モンブラン（マジシャン）
- Yellow Sleep（ロック・バンド）